# Jonas Wuttke
Jonas Wuttke (* 18. April 1996 in Raisdorf) ist ein deutscher Webvideoproduzent.

## Leben
Jonas Wuttke machte 2015 Abitur am Gymnasium Wellingdorf in Kiel. Seit 2016 studiert er Multimedia Production an der Fachhochschule Kiel.
Wuttke betreibt den YouTube-Kanal JONAS WUTTKE. Seit 2015 veröffentlicht er dort fiktionale Kurzspielfilme, die er gemeinsam mit dem Webvideoproduzent Jonas Ems produziert.
2015 absolvierte er eine Regiehospitanz bei Daniel Karasek am Schauspielhaus Kiel.
Wuttke spielt Klavier und schreibt für einen Teil seiner Projekte die Musik.
Wuttke war 2019 Mitgründer des Medienunternehmens moonvibe, welches die Webserien Krass Klassenfahrt und Villa der Liebe produziert.

## Auszeichnungen
- 2016: Nachwuchsfilmpreis des Filmfest Schleswig-Holstein für den Kurzfilm Aus Liebe zum Alkohol[2][4]
- 2016: Nominierung für den Camgaroo Award für den Kurzfilm Aus Liebe zum Alkohol[5]
- 2017: Teilnahme am YouTube-Förderprogramm Next Up[6]
- 2017: Cash und Quote Awards des ZDF und der European Web Video Academy für das Video Lieblingsspiel[7][8]
- 2018: Cash und Quote Award mit dem Video Bad Ideas – Was bedeutet Erfolg?[9]
- 2018: Auszeichnung als ZDI Talent des Jahres vom ZDF und der European Web Video Academy

## Filmografie (Auswahl)
- 2015: Kein Freund fürs Leben (Drehbuch, Regie, Schauspiel)
- 2016: Aus Liebe zum Alkohol (Drehbuch, Regie, Schauspiel)
- 2016: Schattenfoto (Drehbuch, Regie)
- 2017: Der letzte Freund fürs Leben (Drehbuch, Regie, Schauspiel)
- 2017: Fack ju Halloween (Drehbuch, Regie, Schauspiel)
- 2018: Trau mir, lieb mich (Drehbuch, Regie, Schauspiel)
- 2018: Das Mädchen (Drehbuch, Regie, Schauspiel)
- seit 2019: Krass Klassenfahrt (Webserie)
- seit 2020: Villa der Liebe (Webserie)
- 2021: Krass Klassenfahrt – Der Film
- seit 2021: Houseparty X – (Joyn Serie)
- 2022: Toxisch
- 2024: Krass Klassenfahrt – Die neue Generation (Webserie)